# Cyrtoxiphoides brevipes
Cyrtoxiphoides brevipes är en insektsart som först beskrevs av Lucien Chopard 1929.  Cyrtoxiphoides brevipes ingår i släktet Cyrtoxiphoides och familjen syrsor. Inga underarter finns listade i Catalogue of Life.